# Robin Milner
Arthur John Robin Gorell Milner FRS FRSE (13 de gener de 1934 – 20 de març de 2010), conegut com a Robin Milner o A. J. R. G. Milner, fou un informàtic britànic, guanyador del premi Turing.

## Vida, educació i carrera
Milner va néixer a Yealmpton, un poble prop de Plymouth, Anglaterra en una família de militars. Va aconseguir una beca per estudiar a Eton College el 1947, i després va entrar als Royal Engineers, arribant a sotstinent. Després va entrar al King's College de Cambridge, graduant-se el 1957. Milner va començar a treballar de mestre d'escola, i després de programador a l'empresa Ferranti, abans d'entrar al món acadèmic, a la City University de Londres, després a la Universitat de Swansea, Stanford, i a partir de 1973 a la Universitat d'Edimburg, on va ser cofundador del Laboratory for Foundations of Computer Science (LFCS). Va tornar a Cambridge com a cap del Laboratori d'Informàtica el 1995, càrrec al qual va acabar renunciant, encara que es va quedar al laboratori. A partir de 2009, Milner fou nomenat SICSA Advanced Research Fellow i tenia (a temps parcial) la càtedra d'Informàtica a la Universitat d'Edimburg.
Milner va morir d'un atac de cor el 20 de març de 2010 a Cambridge. La seva esposa, Lucy, havia mort poc abans.

## Contribucions
De Milner se'n reconeixen tres contribucions principals a la informàtica. Va desenvolupar LCF, una de les primeres eines de demostració automàtica de teoremes. El llenguatge que va desenvolupar per a LCF, ML, fou el primer que tenia inferència de tipus polimòrfica, i gestió d'excepcions resistent al tipus. En una àrea diferent, Milner també va desenvolupar un marc teòric per analitzar sistemes concurrents, el càlcul de sistemes comunicants, i el seu successor, el càlcul-π. En el moment de la seva mort, estava treballant en bigrafs, un formalisme per a la computació ubiqua, que reunia CCS i el càlcul-pi.

## Honors i premis
Va ser nomenat Fellow de la Royal Society el 1988 i va rebre el premi Turing de l'ACM el 1991. El 1994 va ser nomenat Fellow de l'ACM. El 2004, la Royal Society of Edinburgh li va atorgar una Medalla Reial per "aportar beneficis públics a escola global". El 2008, fou elegit Associat Estranger de la National Academy of Engineering dels Estats Units per "contribucions fonamentals a la informàtica, incloent el desenvolupament de LCF, ML, CCS, i el càlcul-pi."

## Publicacions seleccionades
- A Calculus of Communicating Systems, Robin Milner. Springer-Verlag (LNCS 92), 1980. ISBN 3-540-10235-3
- Communication and Concurrency, Robin Milner. Prentice Hall International Series in Computer Science, 1989. ISBN 0-13-115007-3
- The Definition of Standard ML, Robin Milner, Mads Tofte, Robert Harper, MIT Press 1990
- The Definition of Standard ML (Revised), Robin Milner, Mads Tofte, Robert Harper, David MacQueen, MIT Press 1997. ISBN 0-262-63181-4
- Commentary on Standard ML, Robin Milner, Mads Tofte, MIT Press 1997. ISBN 0-262-63137-7
- Communicating and Mobile Systems: the Pi-Calculus, Robin Milner. Cambridge University Press, 1999. ISBN 0-521-65869-1
- The Space and Motion of Communicating Agents, Robin Milner, Cambridge University Press, 2009. ISBN 978-0-521-73833-0
- Publicacions de Robin Milner Arxivat 2012-10-10 a Wayback Machine. a DBLP